# Лорелвілл (Огайо)
Лорелвілл (англ. Laurelville) — селище (англ. village) в США, в окрузі Гокінг штату Огайо. Населення — 512 особи (2020).

## Географія
Лорелвілл розташований за координатами 39°28′26″ пн. ш. 82°44′11″ зх. д. / 39.47389° пн. ш. 82.73639° зх. д. (39.473886, -82.736391).  За даними Бюро перепису населення США в 2010 році селище мало площу 0,55 км², з яких 0,54 км² — суходіл та 0,01 км² — водойми.

## Демографія
Згідно з переписом 2010 року, у селищі мешкало 527 осіб у 252 домогосподарствах у складі 120 родин. Густота населення становила 966 осіб/км².  Було 282 помешкання (517/км²).
Расовий склад населення:
| - 97,3 % — білих - 0,6 % — азіатів - 0,4 % — корінних американців |

До двох чи більше рас належало 0,9 %. Частка іспаномовних становила 0,4 % від усіх жителів.
За віковим діапазоном населення розподілялося таким чином: 25,0 % — особи молодші 18 років, 54,1 % — особи у віці 18—64 років, 20,9 % — особи у віці 65 років та старші. Медіана віку мешканця становила 39,5 року. На 100 осіб жіночої статі у селищі припадало 80,5 чоловіків;  на 100 жінок у віці від 18 років та старших — 74,8 чоловіків також старших 18 років.
Середній дохід на одне домашнє господарство  становив 32 041 долар США (медіана — 24 750), а середній дохід на одну сім'ю — 45 885 доларів (медіана — 29 688). Медіана доходів становила 35 536 доларів для чоловіків та 25 000 доларів для жінок. За межею бідності перебувало 37,4 % осіб, у тому числі 47,8 % дітей у віці до 18 років та 21,0 % осіб у віці 65 років та старших.
Цивільне працевлаштоване населення становило 189 осіб. Основні галузі зайнятості: освіта, охорона здоров'я та соціальна допомога — 19,0 %, роздрібна торгівля — 17,5 %, виробництво — 16,4 %.